# Ullerslev Sogn
Ullerslev Sogn er et sogn i Kerteminde-Nyborg Provsti (Fyens Stift).
I 1800-tallet var Ullerslev Sogn anneks til Flødstrup Sogn. Begge sogne hørte til Vindinge Herred i Svendborg Amt. Flødstrup-Ullerslev sognekommune blev senere delt, så hvert sogn dannede sin egen sognekommune. Ved kommunalreformen i 1970 blev både Flødstrup og Ullerslev indlemmet i Ullerslev Kommune, der ved strukturreformen i 2007 indgik i Nyborg Kommune.
I Ullerslev Sogn ligger Ullerslev Kirke.
I sognet findes følgende autoriserede stednavne:
- Bondemose (bebyggelse)
- Bøgeskov (bebyggelse)
- Gedsbjerg (bebyggelse)
- Langeskov (bebyggelse)
- Møllegyde (bebyggelse)
- Skiftemose (bebyggelse)
- Tange (bebyggelse)
- Ullerslev (bebyggelse, ejerlav)